# キルギス

キルギス共和国
Кыргыз Республикасы （キルギス語）
Кыргызская Республика （ロシア語）

国の標語：なし
国歌：
Кыргыз Республикасынын Мамлекеттик Гимни（キルギス語）
キルギス共和国国歌

キルギス共和国（キルギスきょうわこく、キルギス語: Кыргыз Республикасы、ロシア語: Кыргызская Республика）、通称キルギスは、中央アジアに位置する共和制国家。かつての正式国名はキルギスタン（キルギス語・ロシア語: Кыргызстан）だが、改称以降も現地語での通称として公式に認められている。首都であり最大の都市はビシュケクである。

## 概要
天山山脈やパミール高原に囲まれた内陸国で、東は中華人民共和国、西はウズベキスタン、南はタジキスタン、北はカザフスタンと国境を接する。
キルギスは6つの独立したテュルク系国家の一つに数え上げられる国家。かつては旧ソビエト連邦の構成国であり、現在ではNIS諸国の一員となっている。人口600万人のうちキルギス人が過半数を占め、少数民族としてウズベク人とロシア人がこれに続く。
キルギス語を国語とする。また、2000年からロシア語を公用語として採用した。これらの言語は法的地位が異なる。
人口の90％はイスラム教徒で、その大半はスンナ派である。
また、同国の文化はそのテュルク系の起源に加えて、イラン、中央アジアをかつて支配したモンゴル帝国、ロシアの影響を受けている。
同国の歴史は、様々な文化や帝国に及んでいる。キルギスは山岳地帯にあり、地理的には孤立しているが、シルクロードやその他の商業ルートの一部として、幾つかの卓越した文明が交差してきた。キルギスには様々な部族が住んでおり、大きな支配を受けたこともある。突厥、ウイグル帝国と契丹に支配され、13世紀にはモンゴル帝国に征服された。その後、独立を回復したが、カルムイク人、満州人、ウズベク人に侵略された。1876年にロシア帝国の一部となり、ロシア革命後はキルギス・ソビエト社会主義共和国としてソビエト連邦に残った。ミハイル・ゴルバチョフによるソ連の民主化改革を受けて、1990年に独立派のアスカル・アカエフがキルギスの大統領に選出された。1991年8月31日、キルギスはモスクワからの独立を宣言し、民主的な政府を樹立した。1991年のソ連崩壊後、キルギスは国民国家としての主権を獲得した。
独立後、キルギスは正式に単一議会制共和国となったが、民族紛争、反乱、経済問題、移行期の政府、政治的対立などが続いている。
2010年キルギス騒乱後は、中央アジアでは珍しい民主的な政権運営が評価されてきたが、2020年キルギス反政府運動を機に政権を得たサディル・ジャパロフ大統領は貧困層への支援などで高い支持率を得ながら自らへの権力集中も進めていると指摘されている。イギリスのエコノミスト・インテリジェンス・ユニット研究所によって発表されている「民主主義指数」では、キルギスは2020年までは「混合政治体制」と分類されてきたが、ジャパロフが就任した2021年以降は順位を落とし「独裁政治体制」と分類されている。
人間開発指数120位の発展途上国であり、中央アジアでは2番目に貧しい国である。この国の移行経済は、金、石炭、ウランの鉱脈に加え、石油と天然ガスに大きく依存している。
2021年4月29日に隣国タジキスタンとの国境地帯での軍事衝突が発生。さらに2022年9月にも死傷者が生じる衝突が発生した。この衝突は両国首脳が参加して行われた上海協力機構首脳会議の期間中に発生しており、互いに部隊を撤収させることで合意を見たが現地では戦闘は続いた。
両国間の国境線は半分近くが確定しておらず、水資源の奪い合いなどの住民間のトラブルが軍事衝突に発展する危険性をはらんでいる。
キルギスは独立国家共同体（CIS）、ユーラシア経済連合（EAEU）、集団安全保障条約（CSTO）、上海協力機構（SCO）、イスラム協力機構（OIC）、テュルク諸国機構（OTS）、テュルク文化国際機関（IOTC）およびテュルク語圏諸国議会（TURKPA）、国連に加盟している。

## 国名
正式名称はキルギス語で Кыргыз Республикасы（Kyrgyz Respublikasy; クルグズ・レスプブリカス）、ロシア語で Кыргызская Республика, Киргизская Республика（Kyrgyzskaia Respublika; キルギースカヤ・リスプーブリカ）。通称はキルギス語で Кыргызстан（Kyrgyzstan [qɯrʁɯˈstɑn]; クルグズスタン、クルグスタン）、ロシア語で Кыргызстан, Киргизия（[kɨrɡɨˈstan, kʲɪrˈɡʲizʲɪjə]、キルギスタン、キルギジヤ）。
1991年の独立時にキルギス語の国名を Кыргызстан Республикасы（Kyrgyzstan Respublikasy; クルグズスタン・レスプブリカス）としたが、1993年に憲法を改正して正式国名を現行の Кыргыз Республикасы に改めた。ただし、国名変更以降も旧称の Кыргызстан が通称として公式に認められている。
公式の英語表記は Kyrgyz Republic。通称 Kyrgyzstan。国民・形容詞はKyrgyzstani。
日本語の表記はキルギス共和国。通称はキルギス。
クルグズ（キルギス）の語源は「кырк（クルク）」が40の意味で、40の民族を指し、また中国人にかつて「гунны（グンヌィ、匈奴）」と呼ばれていた背景から、それらを合わせてクルグズとなったと言われている。ちなみに、テュルク系言語で40を意味する「クゥルク」に、娘や女の子を意味する「クゥズ」を合わせた「クゥルク・クゥズ」は、“40人の娘”という意味になり、中央アジアに広く伝えられるアマゾネス伝承との関連をうかがわせる。したがって、「40の民族」というよりも「40の部族」ないし「40の氏族」という意味のほうが適切である。
日本語名のキルギスは、ロシア語表記の「Киргиз」に由来する。
独立時に、キルギスのロシア語表記・英語表記は、キルギス語の自称に基づいた Кыргыз・Kyrgyz に改められたが、日本語ではそのままキルギスと呼び続け、正式国名の日本語名はキルギスタン共和国と表記された。その後のキルギス共和国への国名変更を経て、依然キルギスと通称されている。タジキスタンやカザフスタンなどにみられる「～スタン」とは、ペルシア語で「～が多い場所」を意味する言葉である。詳しくは「スタン」を参照。

## 歴史
- 古代 - キルギス人の祖先は、シベリアを南北に流れるエニセイ川上流に定住していたと考えられている
- 1世紀ごろ - 匈奴の支配下に入る。
- 6世紀 - 突厥の支配下に入る。
- 7世紀 - 唐の支配下に入る。
- 8世紀 - 回鶻の支配下に入る。
- 9世紀 - 回鶻を滅ぼす。
- 13世紀 - モンゴル帝国の支配下に入る。
- 16世紀 - キルギス民族が現在のキルギス共和国の領域に移住。
- 19世紀初頭 - キルギス民族はウズベク系のコーカンド・ハン国の支配下に入った。

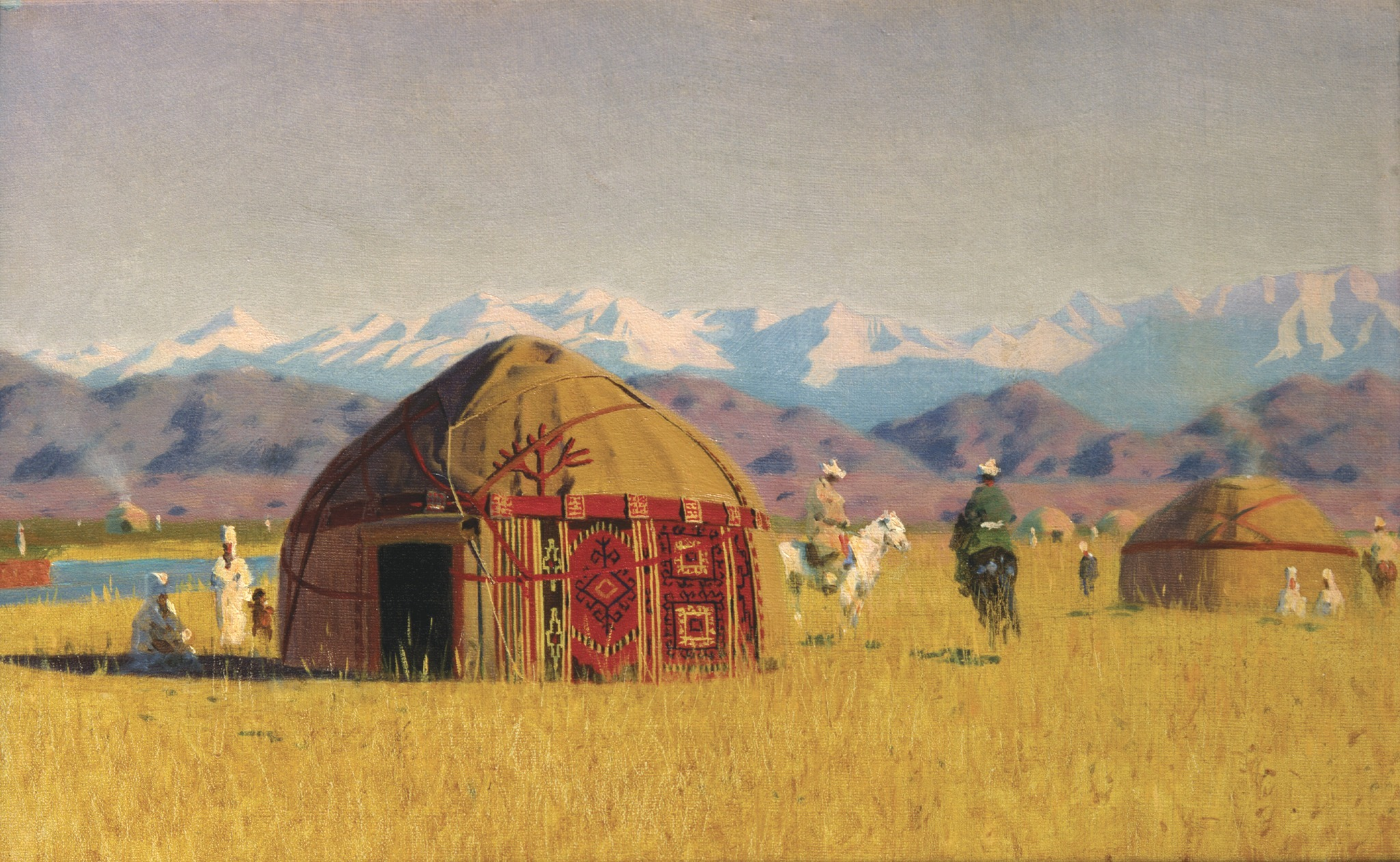
キルギスのユルト（19世紀後半）

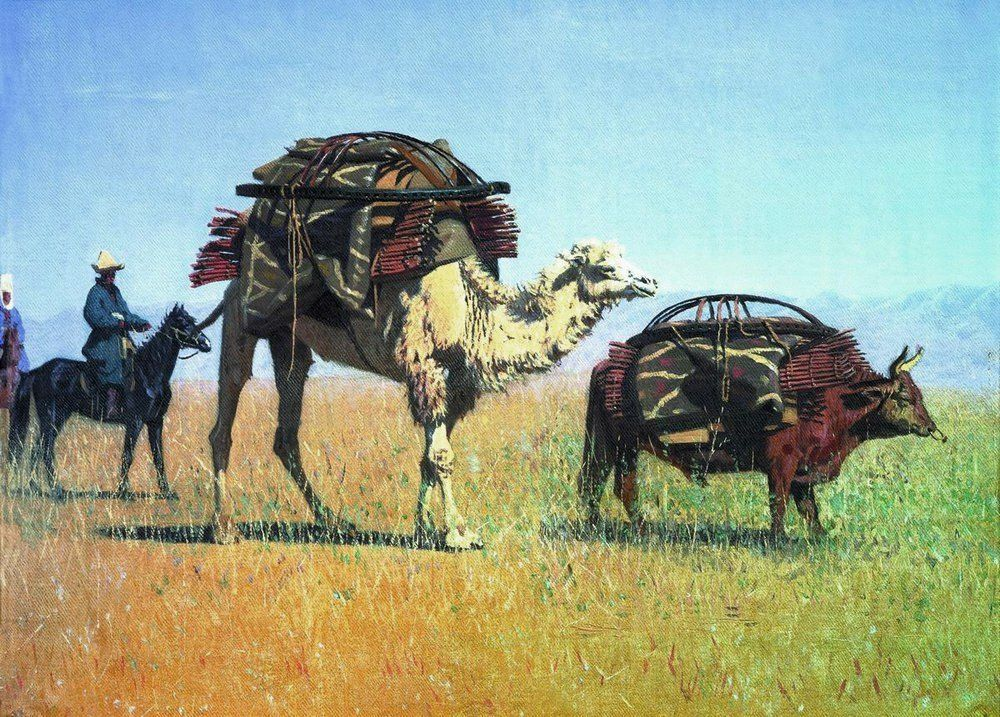
キルギスの遊牧民（19世紀後半）

- 1865年 - 北キルギジアがロシア帝国に併合される。
- 1867年 - トルキスタン総督府を設置。
- 1876年 - コーカンド・ハン国（Kirgizia）がロシア帝国に併合される。
- 1922年 - ソビエト連邦が成立。
- 1910年代～1920年代 - ソビエトの支配下に入り、トルキスタン自治ソビエト社会主義共和国の一地域となる。
- 1924年 - 中央アジアに位置する共和国の国境が整理され、ソビエト連邦内のカラ＝キルギス自治州（ロシア語版、英語版）となる。
- 1925年 - キルギス自治州に改称。
- 1926年 - キルギス自治ソビエト社会主義共和国 (1926-1936)に改称。
- 1936年 - ソビエト連邦を構成するキルギス・ソビエト社会主義共和国となる。
- 1990年12月15日 - 「キルギスタン共和国」に改名し、国家主権宣言[17]。
- 1991年08月31日 - ソ連8月クーデター失敗により、正式に独立を果たす（キルギスタン共和国）。
- 1991年12月21日 - ソビエト連邦の崩壊で結成された独立国家共同体 (CIS) に参加。
- 1992年03月 - 国際連合に加盟。
- 1992年05月 - 独自通貨であるソムを導入、国際通貨基金（IMF）に加盟、独立国家共同体（CIS）の集団安全保障条約に調印。
- 1993年 - 新憲法下で現国名（キルギス共和国）に改称。
- 1995年12月 - 大統領選挙でアスカル・アカエフが再選された。
- 1996年02月 - 大統領の権限大幅に拡大する憲法改正案が国民投票により賛成94.5％で可決された。
- 1999年 - 「ウズベキスタン・イスラーム運動」のゲリラがキルギスタン南部に侵入する事件が起こる。キルギス日本人誘拐事件（8月23日 - 10月25日）。
- 2003年 - 憲法改正の国民投票実施。これにより憲法を改正し二院制から一院制に移行することが決定。
- 2005年3月 - チューリップ革命。議会選挙の不正疑惑をきっかけに、南部で、強権的なアカエフ大統領に対する野党側の反政府運動が激化。反政府運動は首都のビシュケクまで拡大し、野党勢力が大統領府を占拠。アカエフ大統領が逃亡して政権が崩壊した後、野党勢力は暫定政権を樹立したと報じられる。
- 2005年4月4日 - アカエフ大統領、正式に辞任。
- 2005年7月10日 - クルマンベク・バキエフが大統領選挙で圧勝し、大統領に就任。
- 2010年 - 景気低迷や政府によるメディア規制が起こる中、首都ビシュケクを中心に野党側による反政府運動（2010年キルギス騒乱）が激化。4月7日に野党勢力が大統領府を占拠し、翌8日に元外相のローザ・オトゥンバエヴァが臨時政府樹立を発表、5月19日に暫定大統領に就任。6月27日に行われた国民投票で信任されたことで臨時から正式な政府に移行としたと宣言。
- 2011年12月1日 - 大統領選挙などを経て、アルマズベク・アタンバエフが大統領に就任。
- 2017年11月24日 - ソーロンバイ・ジェーンベコフが第5代大統領に就任。
- 2020年10月5日 - 前日の議会選挙の不正に端を発するデモが勃発。反政府運動に発展し、16日にジェーンベコフが大統領を辞任（2020年キルギス反政府運動）。

## 政治

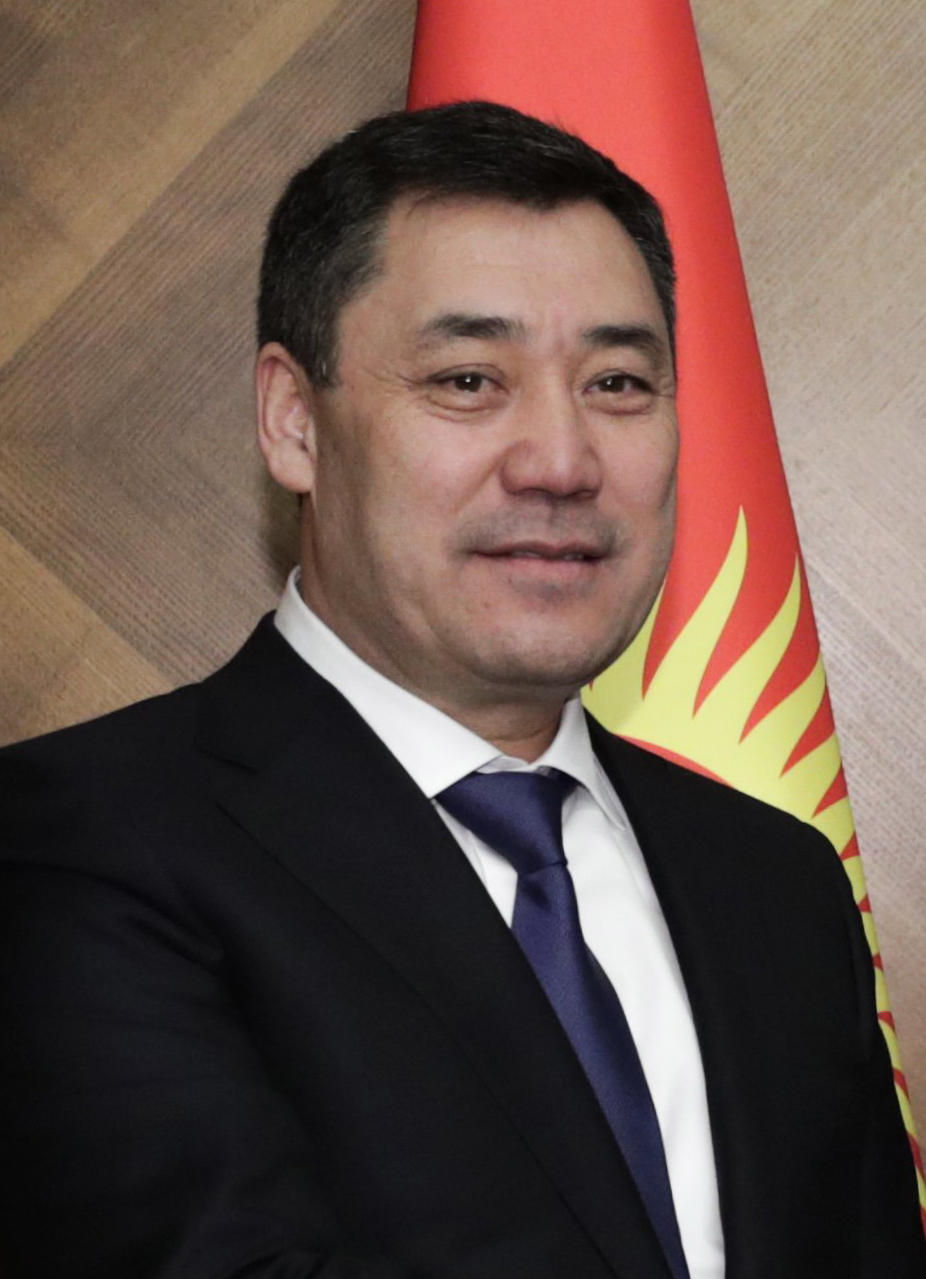
第6代大統領サディル・ジャパロフ

### 政体
政治体制は共和制であり、国民による直接選挙で大統領と議員が選出される。

### 行政府
大統領の任期は6年で、再選は禁じられている。大統領は議会の承認に基づき首相を任命する。大統領は議会の承認があれば閣僚を任免できる。大統領が不在の場合は議会の議長が代行する。

### 立法府
議会「ジョゴルク・ケネシ」は、90議席の一院制。2005年の憲法改正により、二院制から移行した。当初の定数は120だったが、2021年の憲法改正により90に削減された。

### 政党
政党の活動は自由であり、祖国キルギスタン党（アタ＝ユルト・キルギスタン党）、愛国党（メケンチル党）、人民党（エルディク党）などがある。

### 近年の政情
2005年2月と3月の総選挙の腐敗が国際連合安全保障理事会などから指摘されたことを直接のきっかけとして、2005年3月24日にアスカル・アカエフ大統領の辞任を求める大規模な抗議行動が行われた。政権は崩壊し、大統領が逃亡した後、議会の議長が代行を務める暫定政権が樹立された。
2005年7月10日に行われた大統領選挙で、「国民のために働く質の高い政府を作る」と訴えた親欧米派のクルマンベク・バキエフが大統領に当選した。民主化を目指す人物が大統領に就任したことで、中央アジアの他の長期独裁政権にも影響を与える可能性もあるといわれたが、「民主化の希望の星」だったバキエフも独裁主義に陥ったとされた。政敵やジャーナリスト襲撃が相次ぎ、暗殺事件は次々と迷宮入りになっている。景気が停滞していたことや、政府によりメディア報道が閉鎖されるなどが起こり、バキエフ大統領に対して不満が高まっていた。
2010年4月7日、首都ビシュケクを中心に野党勢力による数千人規模の反大統領デモが勃発。政府軍側の発砲により大規模な武力衝突となり、死者は少なくとも75人、負傷者は1000人以上に達した。野党勢力は内務省や国家治安局、国営テレビ局などを占拠した。翌日8日、バキエフは南部へ逃亡。その後に大統領を辞職してベラルーシに亡命した。北部を中心に実権を掌握した野党勢力は元外相のローザ・オトゥンバエヴァを首班に臨時政府樹立を宣言した。暫定政権は2010年7月に技術政府となり、2011年12月に大統領選挙が行われアルマズベク・アタンバエフが大統領に就任。2017年には後継のソーロンバイ・ジェーンベコフが大統領に就任した。
2020年10月4日に執行された議会選挙の結果をめぐり野党勢力が抗議運動を展開。大規模な反政府運動に発展し、総選挙結果は無効が宣言され、クバトベク・ボロノフ内閣は崩壊し、16日にソーロンバイ・ジェーンベコフ大統領も辞任した。新首相となったサディル・ジャパロフが大統領代行も兼任する形で新政権が発足した（2020年キルギス反政府運動）。

## 国際関係
ロシアと密接な関係を保ちつつ、中国や欧米、日本などともバランス外交を展開している。ロシア主導のユーラシア経済連合と集団安全保障条約に加盟している。
上海協力機構の加盟国でもあり、中国はキルギスを「一帯一路」の対象国の一つに位置付けている。一方で、経済の過度な対中依存や中国人の流入などへの不満から反中デモも起きている。
日本は1991年12月28日に国家承認し、翌1992年1月26日に外交関係を樹立。大使館は日本が2003年1月27日に、キルギスが翌2004年4月にそれぞれ置いた。日本はキルギスに政府開発援助（ODA）を提供し、ビシュケクに「キルギス日本人材開発センター」を開設した。

## 軍事
陸軍（約8500人）と空軍（約2500人）の総兵力約1万1000人のキルギス共和国軍と、準軍隊（約9500人）を保有する。
ロシア連邦軍がカント空軍基地に駐留している（「国外駐留ロシア連邦軍部隊の一覧」参照）。
アフガニスタン紛争 (2001年-2021年)のためにマナス国際空港を使用していたアメリカ合衆国軍は撤退済み。
上海協力機構の合同軍事演習をロシアや中国、他の中央アジア諸国とともに実施している。

## 地理

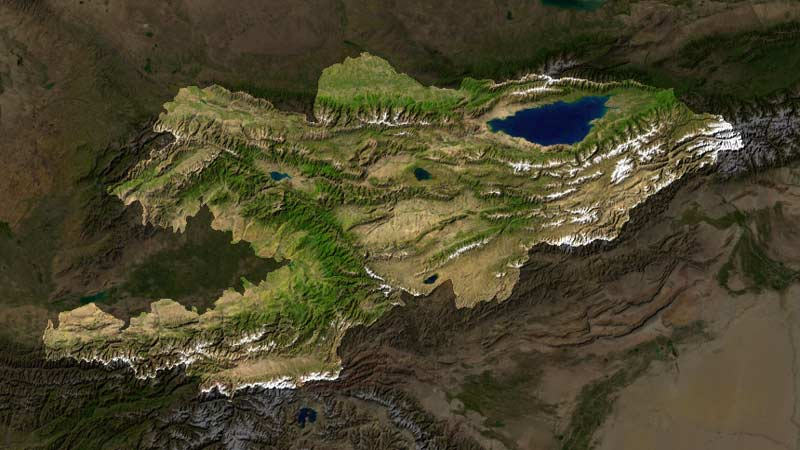
キルギスの衛星写真

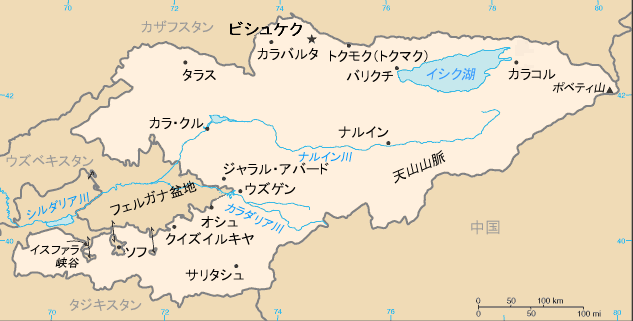
キルギスの地図

国土全体の40%が標高3000mを超える山国。国土は東西に長く、中国との国境には天山山脈が延びる。南に位置するタジキスタンに向かってパミール高原が広がる。
国土の中央など東西に山脈が走り、国土を数多くの峡谷に分断している。最高峰は、中国国境にそびえるポベティ山（Pobeda または Jengish もしくは 勝利峰、7439m）、ついでハン・テングリ（Khan-Tängri または Kan-Too、6995m）である。4000m級の峰は珍しくない。各都市の標高は首都ビシュケクが800 m、フェルガナ盆地に位置するオシュが963 m、イシク湖畔のバルイクチが1610 m、カラコルが1745 mとなっており、ナルイン州の州都ナルインは2044 m、中国やタジキスタンとの国境に近い南部のサリタシュは3170 mもの高地に位置している。
主な河川は、シルダリア川支流のナルイン川。主な湖は国内北東部に位置するイシク湖 (Isik-Köl)。東西180km、南北60km、周囲長700kmに及ぶ。湖面の標高は1600m。イシク湖とナルイン川は水系が異なる。
ビシュケクと第2の都市オシュ、中央部のナルインにはソ連共和国時代に大規模な灌漑施設が敷設されているため、綿花を中心とした耕作に向く。これらの灌漑地はシルダリア川、ナルイン川の支流から水を得ている。

### 気候
隣国のカザフスタンや中国とは異なり、国内に砂漠は存在せず、この地方の中では気候に恵まれている。人の居住に適した東西に伸びる渓谷部分はケッペンの気候区分では、夏季に雨が少ない温帯の地中海性気候（Cs）に相当する。これは、イタリアのローマやアメリカ合衆国サンフランシスコと同じ気候区である。山地は亜寒帯湿潤気候 (Df) 、特に高地は高山気候 (H) となる。天山山脈を挟んで南方の中華人民共和国と、テスケイ・アラ・トー山脈を挟んで北方のカザフスタンには、ステップ気候 (BS) と砂漠気候 (BW) が広がる。
実際に降水量を比較すると、天山山脈の100km南方に位置する中国新疆ウイグル自治区喀什（カシ、カシュガル）の年降水量は60mmだが、ビシュケク（北緯43度、標高800m）の降水量は450mmに達する。これはローマやサンフランシスコと同水準である。ビシュケクの平均気温は、1月に-20度、7月に30度で2017年度は7月に最高気温43度、2月に最低気温-31度を記録している。

## 地方行政区分

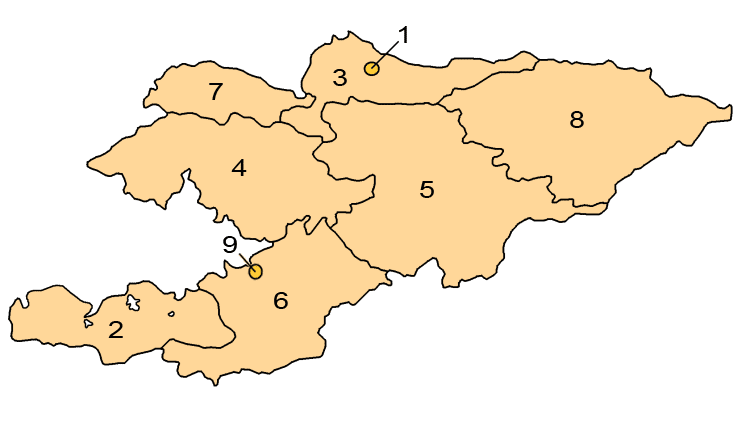
1. ビシュケク特別市
2. バトケン州
3. チュイ州
4. ジャララバード州
5. ナルイン州
6. オシ州
7. タラス州
8. イシク・クル州
9. オシ特別市

キルギスは7つの州 (oblast) と2つの特別市 (shaar) から成り立つ。州はさらに地方 (raion) に分かれる。地方長官は中央政府が任命する。aiyl okmotu と呼ばれる自治体は、最大で20程度の集落から構成されており、選挙で選ばれた村長のほか議会が設置されている。

## 経済

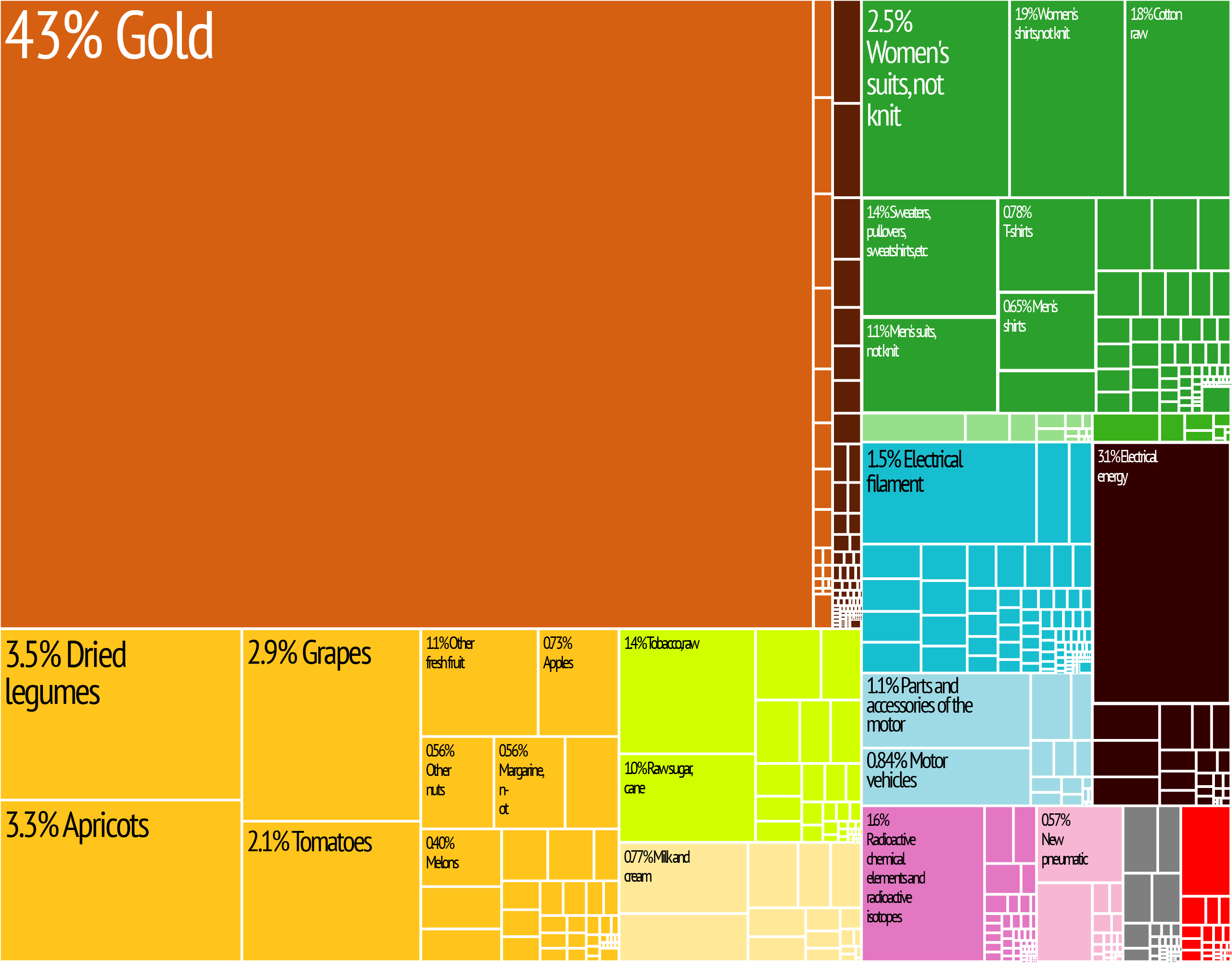
色と面積で示したキルギスの輸出品目

キルギスの主産業は農業および牧畜、鉱業である。農業は主として輸出品目にもなっている綿花、タバコの栽培が活発に行われている。鉱業は金、水銀、アンチモンなど。1997年に採掘が始まったクムトール鉱山は世界屈指の金鉱山である。また、水銀（ハイダルカン鉱山）は2002年のデータで世界第3位の産出量を誇っている。
ソ連から独立後は、観光産業に早くから注力する。旧ソ連邦でも先駆けてヨーロッパや日本からの観光目的の入国に際し、査証不要を打ち出した。査証免除協定の対象国は日本など60を超える。
傍ら、1998年からは世界貿易機関（WTO）の加盟国となっている。
一方でキルギスは石油製品、天然ガスを輸入し、水力発電による電力、葉タバコ、綿を輸出している。天然ガスはトルクメニスタンからキルギスを経由して中国へ輸送するパイプラインが建設中である。水の利用率はまだ10％程度で、水力発電を増強してユーラシア経済同盟諸国やアフガニスタン、パキスタンへの電力輸出も計画されている。このほか、金の輸出が急速に伸びている。2000年における輸入相手国は、ロシア、ウズベキスタン、カザフスタン、アメリカ合衆国、中華人民共和国の順。輸出相手国は、ドイツ、ウズベキスタン、ロシア、中華人民共和国、スイス。キルギスの対日本貿易は2012年の財務省貿易統計によると輸入57.6億円（機械類及び輸送用機器、自動車、建設用・鉱山用機械）、輸出0.8億円（アルミニウム及びアルミ合金）となっている。
同国に対する2000年における主要援助国・国際組織は、日本、アジア開発銀行、世界銀行、アメリカ合衆国、国際通貨基金の順である。日本の援助額は5500万米ドル。
通貨はキルギス・ソムである。
外資系を中心に120以上の企業・組織が加盟する国際ビジネス評議会という経済団体がある。理事長のアスカル・スィドィコフによると、カザフスタンより安い歯科医療費用を生かして治療を受ける患者を呼び込んでいるほか（医療ツーリズム）、人口（650万人）の割に銀行が25と多く営業していることを生かして中央アジアにおいて金融の拠点を目指している。日本のHSホールディングスがキルギス・コメルツ・バンクに過半数を出資している。

## 交通
国内にはバスと航空網が敷かれている。外国との間にはフラッグキャリアのキルギスタン航空が、ビシュケクのマナス国際空港からアジアとヨーロッパ各国に就航しているほか、同空港には各国の航空会社が乗り入れている。

### 鉄道
鉄道は首都ビシュケクからカラバルタ、バルイクチまでの国内線の他、ビシュケクとロシアやカザフスタンとの間に国際列車が運行されている。中国からキルギスを経由してウズベキスタンと結ぶ鉄道の計画もあるが、経由しないロシアから反対されている。

### 道路
ビシュケク市内には複数の路線ボスのほかマルシュルートカという民営の乗り合いバン型バスが走る。マルシュルートカは、ビシュケク市内の移動であれば2024年時点で20ソム（約36円）で乗ることができるほか、キルギス国内の中・遠距離移動でも便利に使用されている。都市圏であればヤンデックスというアプリを利用するタクシーも走っており、日本と比較すると安価で乗ることが出来るため利便性は高めである。
更に、ビシュケクからはアルマトイ、タラズ、タシュケント、モスクワ、オムスク、クラスノヤルスク、チュメニといった国外の都市へ行くものも運行されている。

## 国民

### 民族
| 民族構成（キルギス） | 民族構成（キルギス） | 民族構成（キルギス） | 民族構成（キルギス） | 民族構成（キルギス） |
| -------------------- | -------------------- | -------------------- | -------------------- | -------------------- |
|                      |                      |                      |                      |                      |
| キルギス人           | キルギス人           |                      | 72.8%                | 72.8%                |
| ウズベク人           | ウズベク人           |                      | 15.8%                | 15.8%                |
| ロシア人             | ロシア人             |                      | 5.1%                 | 5.1%                 |
| その他               | その他               |                      | 6.3%                 | 6.3%                 |

2021年時点、キルギス人が72.8%、ウズベク人が15.8%、ロシア人が5.1%、タジク人1.9%、ウイグル人1.9%である。その他にはトルコ人、カザフ人、タタール人、ウクライナ人、アゼルバイジャン人などが含まれる多民族国家である。
地域による民族分布差も大きく、首都ビシュケクと周辺のチュイ州やイシク・クル州のカラコルを中心とした東部にはロシア人、ウクライナ人などスラブ系白人が多く、オシ州やジャララバード州、バトケン州などの西部、南部にはウズベク人やタジク人が、中国国境付近にはドンガン人やウイグル人などの中央アジア人住む。一方、ナルイン州の住民はほとんどがキルギス人である。人名はソ連時代の名残りもあり、全体的にロシア語風の姓名が多く見受けられる。
独立前の1989年にはロシア人は全人口の20.5%を占めていたが、独立後は国外流出が続き、2021年には5.1%にまでに減少した。

### 言語
| 母語話者（キルギス） | 母語話者（キルギス） | 母語話者（キルギス） | 母語話者（キルギス） | 母語話者（キルギス） |
| -------------------- | -------------------- | -------------------- | -------------------- | -------------------- |
|                      |                      |                      |                      |                      |
| キルギス語           | キルギス語           |                      | 55.2%                | 55.2%                |
| ウズベク語           | ウズベク語           |                      | 4.7%                 | 4.7%                 |
| ロシア語             | ロシア語             |                      | 34.0%                | 34.0%                |
| その他               | その他               |                      | 6.1%                 | 6.1%                 |

ロシア語が公用語、キルギス語が国家語とされている (憲法第10条第1項、第2項)。
2017年の国勢調査によると、母語話者の割合はキルギス語が55.2%、ウズベク語が4.7%、ロシア語が35.0%となっている。ウズベク語はオシ州やジャララバード州を中心にウズベク系住民の間で使われている。
ロシア語は独立以降公用語から除外されたウズベキスタンなどと違い、引き続き公用語に制定されている。これは、国の中枢を占めていたロシア人などのロシア語系住民の国外流出（頭脳流出）を防ぐためであり、現在でも山岳部を除く全土で通用し、教育、ビジネスや政府機関で幅広く使用される。また医療用語などはロシア語にしか翻訳されていない単語があるため、ロシア語が理解できないと生活に苦労する場合もある。
首都ビシュケクとその周辺では多くの住民はロシア語を使って生活しており、キルギス語が上手に話せないキルギス人も少なくない。このため、現地生まれのロシア人はキルギス語を話せない人がほとんどを占めている。
その他、ドンガン語なども使われている。

### 婚姻
婚姻時に、婚姻前の姓を保持する（夫婦別姓）か、共通の姓（夫婦同姓）か、複合姓に改姓することから選択することが可能である。既に複合姓である場合にさらに追加することはできない。改姓した場合、離婚時に元の姓に戻すことも可能である。
また、アラ・カチューと呼ばれる誘拐婚が社会問題とされており、2018年５月には、国際連合は「アラカチューはキルギスの文化ではなく、社会的弱者への権利の侵害だ」と声明を発表した。

### 宗教
宗教はイスラム教が75%、キリスト教正教会が20%、その他が5%である。

### 教育
義務教育は7歳から15歳までの9年間に制定されており、小学校は4年制、中学校は5年制となっている。一方で高等学校は2年制とされている。
また専門学校が多く創設されていて、これらは高等学校と同じく2年制となっている。
キルギスにおける識字率は全体的に高めであり、2004年時点で97.7%と高い数値が記録された。

## 治安
キルギスにおける犯罪発生件数は，統計上では年間約3万件とされている。しかし、殺人や強盗などの凶悪犯罪が日常的に発生しており，実際には届出がなされていない事件も多く発生していると捉えられる面がある。
治安当局は現在、外国人をターゲットとした犯罪組織は確認されていないとしているものの、外国人が凶悪犯罪の被害者となるケースも多々見られる。
また、ウズベキスタン国境沿い山岳地帯では国境線が複雑に入り組んでいることに加え、両国の飛び地が存在すること、イスラム過激派組織の活動が活発なフェルガナ盆地に隣接していること、さらには山岳地帯のため国境警備も困難なこと等から、 アフガニスタンから流入するイスラム過激派組織の越境ルート、麻薬密輸グループの麻薬運搬ルートとして頻繁に利用されている模様である。 また、1999年夏には国境を越えて侵入してきたイスラム過激派組織による邦人技術者等誘拐事件も発生していることから、今後も注意が必要とされる。
特に公共交通機関やバザールでのスリ、路上での強盗や置き引き、官憲による賄賂の要求、身代金目的などによる誘拐など、金品を目的とした犯罪などに巻き込まれる可能性が高い為、現地を訪れる際は充分な注意が求められる。

## 文化

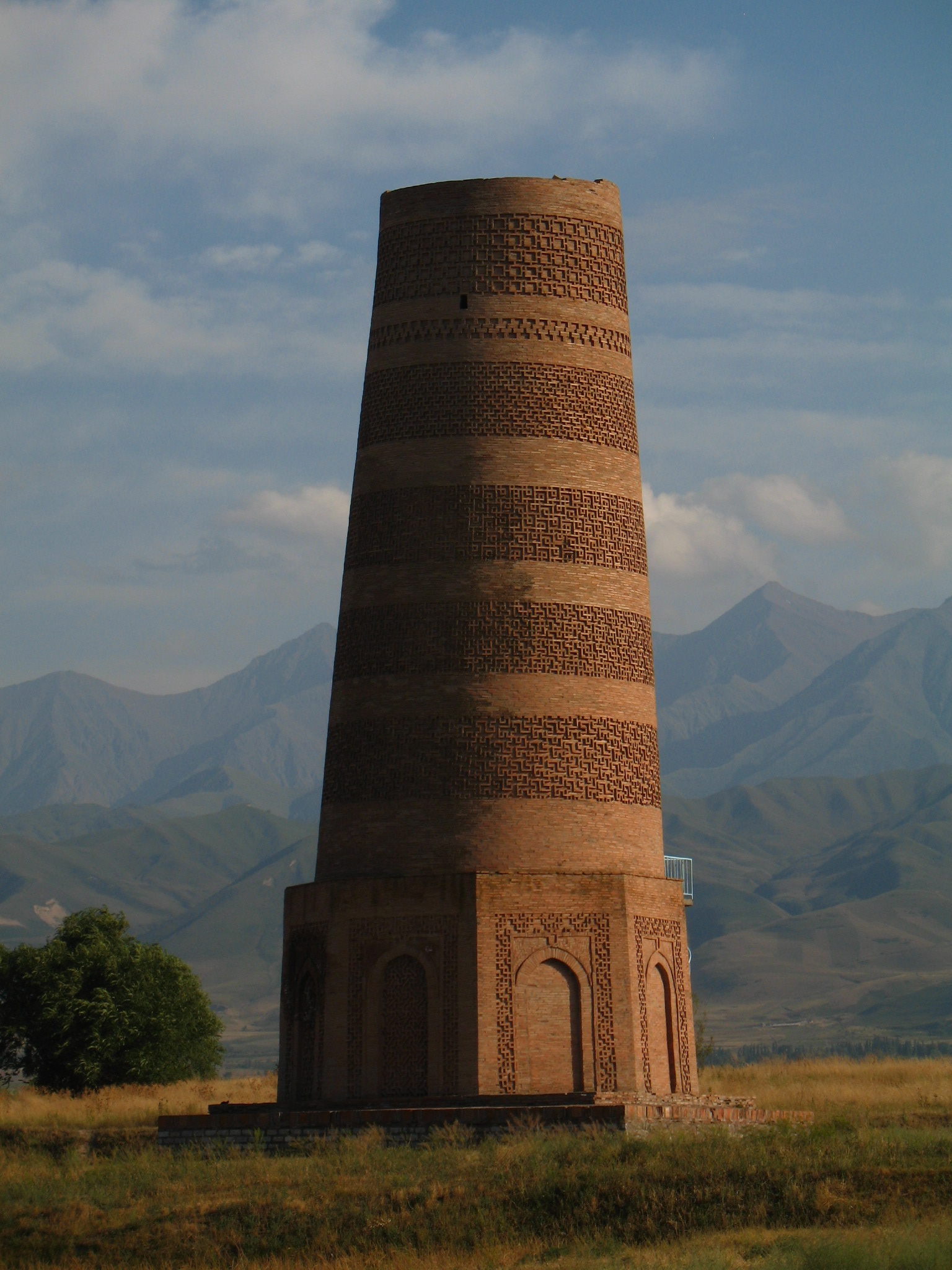
ブラナの塔

敦煌で南北に分かれた「シルクロード」は喀什で合流後、再び南北に分かれる。南の道はタジキスタンに向かうが、北の道はキルギスの南部を通過する。首都ビシュケク近郊のトクマクの町には、バラサグン遺跡が残る。ここには砂漠を進む商隊の灯台として使われたと推定されているブラナの塔が残る。また、周囲にはキルギス各地から集められた石人があり有名。

### 音楽

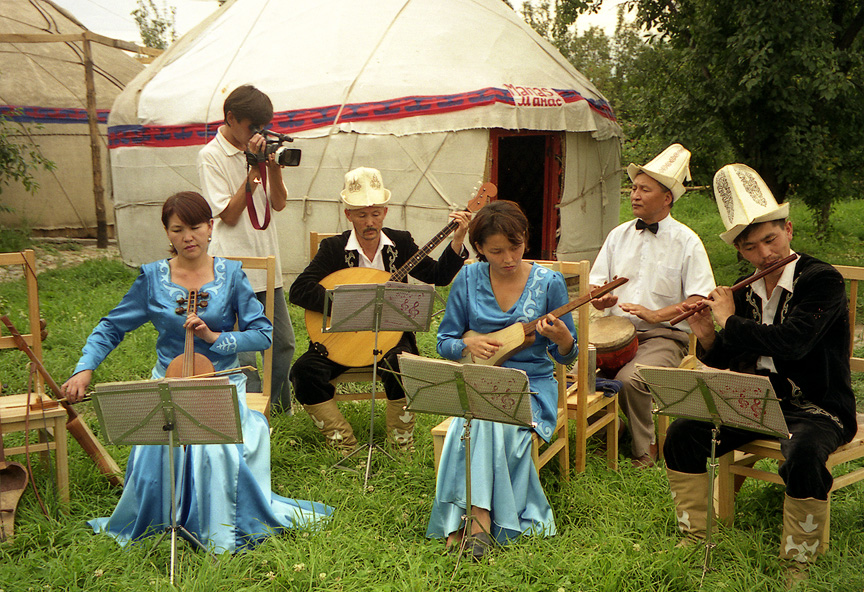
伝統音楽を演奏する人々

キルギス人の民族楽器は三弦の「コムズ」が知られる。「キュ」と呼ばれる器楽独奏曲ごとに伝説が残されており、伝統的な作法では、伝説を語った後「キュ」を演奏していた。

### 世界遺産
キルギス国内には、UNESCOの世界遺産リストに登録された文化遺産が2件存在する。

### 祝祭日
| 日付     | 日本語表記           | 現地語表記 | 備考       |
| -------- | -------------------- | ---------- | ---------- |
| 1月1日   | 元日                 |            |            |
| 1月7日   | クリスマス（正教会） |            |            |
| 2月1日   | 犠牲祭               |            | 移動祝日   |
| 3月8日   | 国際女性デー         |            |            |
| 3月21日  | ノールーズ           |            |            |
| 5月1日   | メーデー             |            |            |
| 5月5日   | 憲法記念日           |            |            |
| 5月9日   | 戦勝記念日           |            |            |
| 6月1日   | 子供の日             |            |            |
| 8月31日  | 独立記念日           |            |            |
| 11月7日  | 同意と和解の日       |            |            |
| 11月25日 | 断食明けの日         |            | 移動記念日 |

### ミス・コンテスト
キルギスはミス・コンテストが国内地域に根付いており、『ミス・キルギス』と呼ばれるイベントが毎年開催されている。

### スポーツ
キルギスではサッカーやレスリング、バンディなどが人気のスポーツとなっている。また、伝統的なものとしては乗馬があり、その一つにキズ・クーと呼ばれる種目が存在する。さらにアジア冬季競技大会にも参加しており、2012年バンディ世界選手権では3位に輝いている。以後、キルギス国内では氷上スポーツに注目が集まっている。
サッカー
キルギスではサッカーが盛んであり、1992年にはサッカーリーグのキルギス・リーグが創設されている。FCドルドイ・ビシュケクがリーグ最多13度の優勝を達成しており、キルギス・カップにおいても最多優勝を数える。キルギスサッカー連盟（FFKR）によって構成されるサッカーキルギス代表は、これまでFIFAワールドカップには未出場となっている。しかしAFCアジアカップでは2019年大会で初出場を果たし、グループリーグを3位で突破しベスト16の成績を収めた。

## 著名な出身者
- チンギス・アイトマートフ - 作家
- アスカル・アカエフ - 政治家
- フェリックス・クロフ - 政治家
- ボリス・パンキン - 政治家
- アクタン・アリム・クバト - 映画監督
- ミハイル・シュヴィドコイ - 演出家
- ビタリ・クリチコ - 元プロボクサー
- ウラジミール・クリチコ - 元プロボクサー
- オルズベック・ナザロフ - 元プロボクサー
- イゴール・パクリン - 元陸上選手
- ヴィタリ・ルクス - サッカー選手
- グルジギット・アリクロフ - サッカー選手
- ヴァレンティーナ・シェフチェンコ - 総合格闘家
- ラジャブアリ・シェイドゥラエフ - 総合格闘家